# 大念寺 (稲敷市)
大念寺（だいねんじ）は、茨城県稲敷市江戸崎にある浄土宗の寺院である。山号は正定山。院号は智光院。本尊の阿弥陀如来立像は、稲敷市指定文化財。
稲敷市江戸崎甲の中心市街地に位置する寺院で、境内の面積は約1万1000平方メートルあり、本堂・庫裏・開山堂・地蔵堂・大黒堂などの堂宇を備え、なかでも大きな本堂は江戸期における檀林時代を偲ばせている。この本堂には、鎌倉時代前期に作られた阿弥陀如来立像があり、鎌倉期の仏像彫刻家である快慶風の特徴がみられる。客仏は大阿弥陀仏で「大仏さん」と呼び親しまれている。入口にある2階建ての楼門や、境内のなかに徳川家康お手植えと伝えられる「逆さ銀杏」などの歴史的遺産が残されている。

## 歴史
天正18年（1590年）、領主の蘆名盛重が先祖の菩提を弔うために、江戸の源誉慶巌（げんよけいがん）を招いて創建した寺である。慶長7年（1602年）に、徳川家康から寺領50石の寄進を受けて、江戸時代には浄土宗関東十八檀林のひとつとして栄え、修行僧の出入りでにぎわった。1873年（明治6年）に檀林が深川本誓寺に移されて、現在に至る。

## ギャラリー

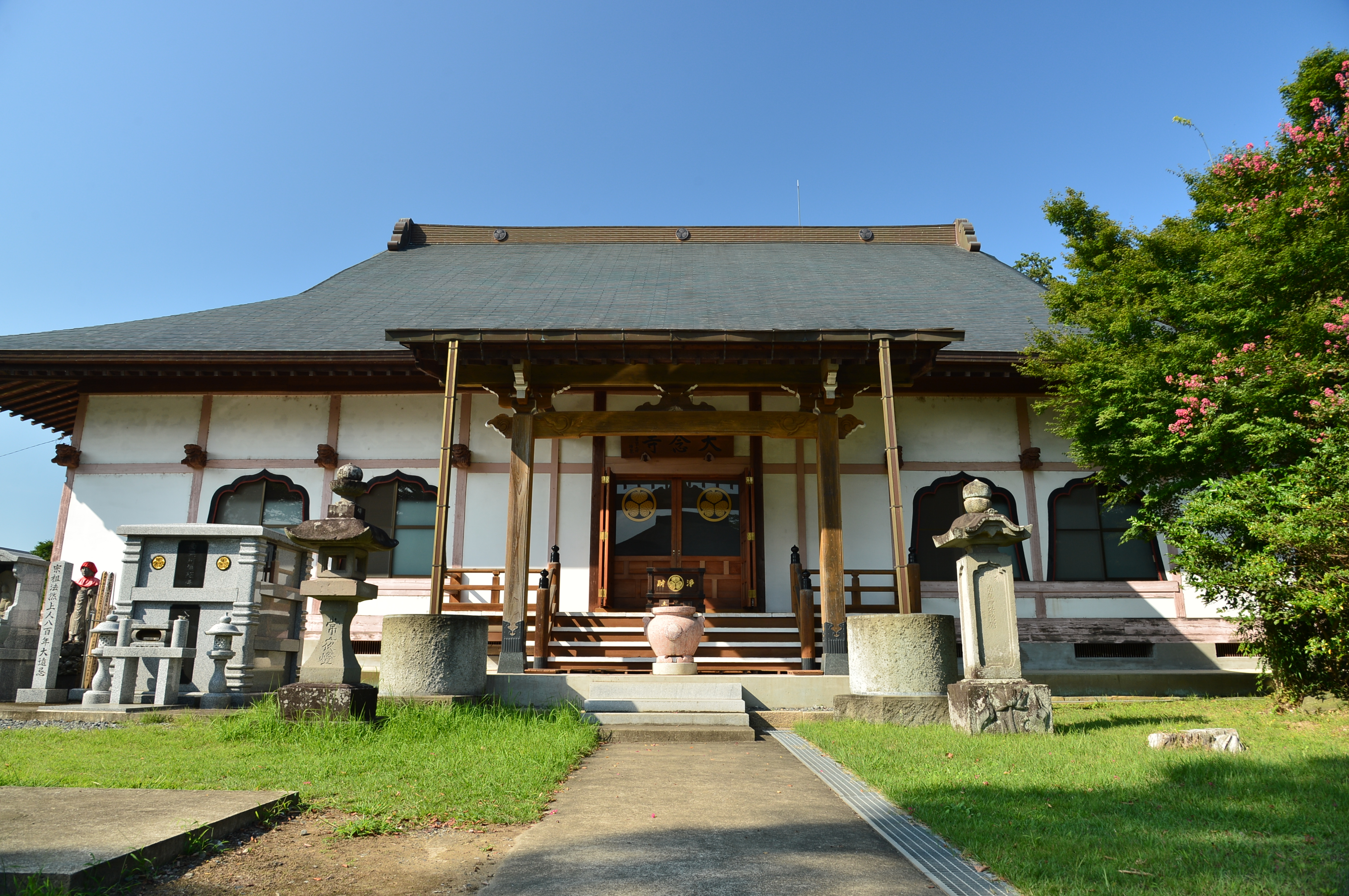
本堂
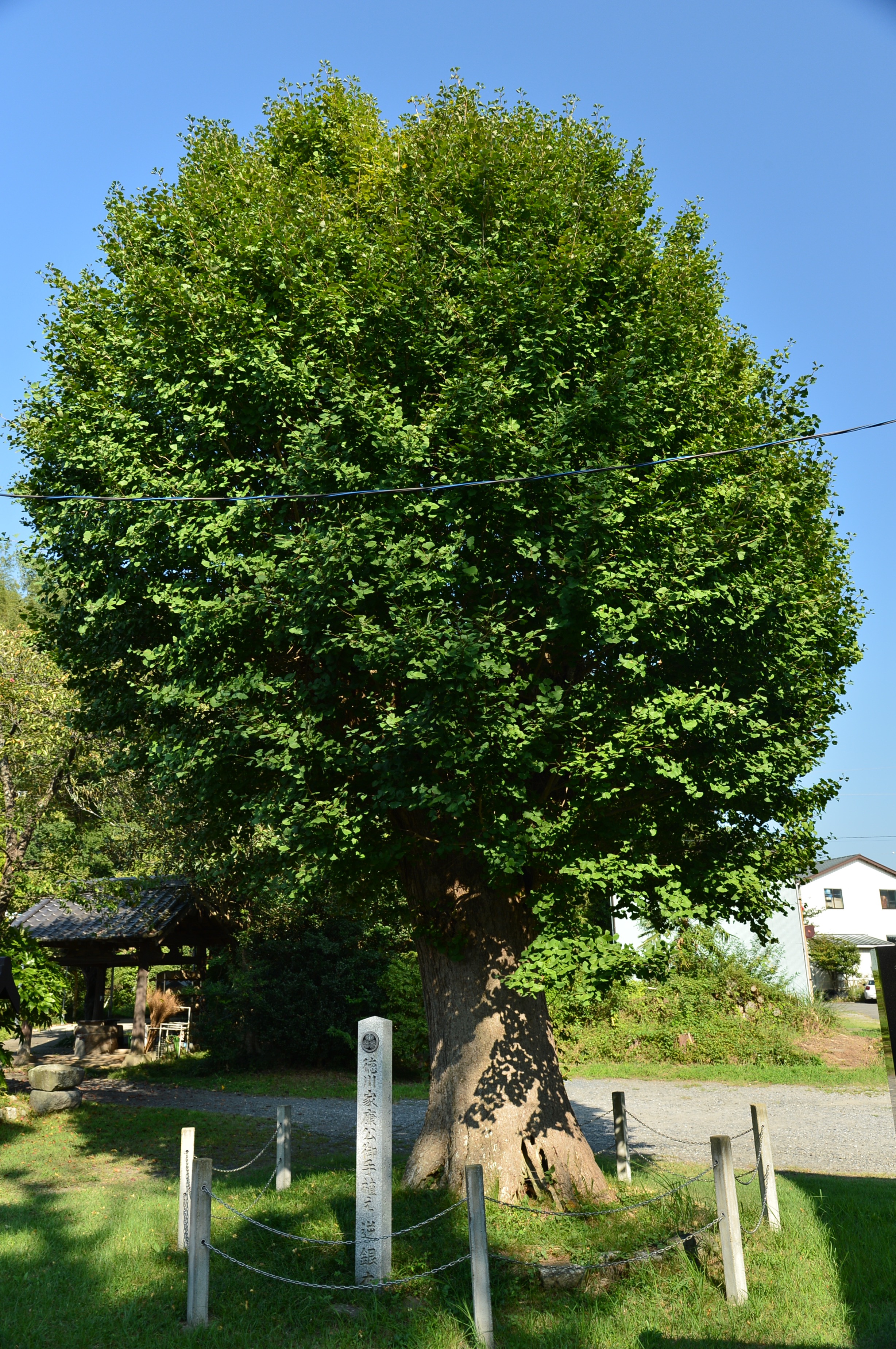
徳川家康御手植えとされる逆銀杏。